# 37-mm-Geschütz M3
Das 37-mm-Gun M3 (deutsch 37 mm Kanone M3) ist die erste für die US-amerikanischen Streitkräfte in relevanter Stückzahl gefertigte Panzerabwehrkanone. Das Geschütz wurde 1940 als Standardwaffe für die Panzerabwehr der amerikanischen Infanterie eingeführt und konnte von einem leichten Fahrzeug, wie einem Jeep gezogen werden.

## Hintergrund
Die Vereinigten Staaten hatten sich in den Jahren nach dem Ersten Weltkrieg nicht intensiv mit der Aufrüstung der eigenen Streitkräfte beschäftigt. Wichtige Grundlagenarbeit im Hinblick auf eine künftige Ausrüstung wurde vom Westerfield Board geleistet. Doch war die sehr dynamische Entwicklung bei den Panzern und den entsprechenden Panzerabwehrwaffen für diese Kommission noch nicht absehbar.
Während in Deutschland bereits im Ersten Weltkrieg der Bedarf einer speziellen Kanone zur Panzerabwehr erkannt wurde und mit der 3,7-cm-Tankabwehrkanone bereits während dieses Krieges ein spezielles Geschütz geschaffen wurde, stellten die wenigen deutschen Kampfwagen für die alliierten Truppen keine Bedrohung dar. Ein Gedanke, welcher auch in Deutschland während dieses Krieges verbreitet war, war, dass sich die Panzerabwehr mit schweren Maschinengewehren mit spezieller Munition bewerkstelligen ließ. Aus diesem Grund verfügten die Panzerabwehrkompanien der US-amerikanischen Infanterieregimenter über die .50-inch-Maschinengewehre (12,7-mm-Browning).

## Entwicklung
Nachdem man in den 1930er Jahren die beginnende Entwicklung von speziellen Panzerabwehrkanonen in Europa beobachtete, führte erst der spanische Bürgerkrieg nach dem Jahr 1936 dazu, dass sich die US Army wieder intensiver mit diesem Thema beschäftigte. Es war erkannt worden, dass eine von den inzwischen deutlich schnelleren und beweglicheren Panzern eine Gefahr ausging, die allerdings von einer Waffe, wie der deutschen 3,7-cm-Panzerabwehrkanone beseitigt werden konnte.
So wurde im Januar 1937 vom Ordnance Committee die Entwicklung einer eigenen Panzerabwehrwaffe empfohlen. Bei Rheinmetall wurden zwei der 3,7-cm-Panzerabwehrkanonen zu Studienzwecken bestellt. Da diese Waffe hauptsächlich von der Infanterie genutzt werden sollte, wurde diese Waffengattung ausgewählt, um die Entwicklungsarbeit zu begleiten.
Die Vertreter der Infanterie forderten ein möglichst leichtes Geschütz, welches im Mannschaftszug bewegt werden konnte, was dazu führte, dass anfängliche Ideen mit einem größeren Kaliber als 37 mm zu arbeiten, verworfen wurden. Abgesehen davon ging man auch bei nahezu allen anderen internationalen Entwürfen jener Zeit davon aus, dass dieses Kaliber für die künftige Aufgabe der Panzerabwehr geeignet sein würde. So waren auch die schwedische Bofors Pak, die tschechoslowakische vz. 34 und 37, die japanischen Type 94 und Type 1 in diesem Kaliber entwickelt worden.
Nach intensivem Studium zweier im Jahre 1937 in Deutschland gekaufter 3,7-cm-PaK 36 begann die Konstruktionsarbeit, doch war das Geschütz aber nicht einfach eine Kopie. Vielmehr dauerten Entwicklung und Erprobung bis Ende 1938. Es wurden diverse Varianten von Kanone und Lafette vorgestellt und am 15. Dezember 1938 wurde die Kombination aus der Kanone T10 und der Lafette T5 offiziell als 37-mm-Gun M3 on Carriage M4 eingeführt.

## Produktion
Mit der Produktion der Kanone wurde im Watervliet Arsenal begonnen, während das Rock Island Arsenal die Fertigung der Lafetten übernahm. Erst nach Beginn des Krieges in Europa Anfang des Jahres 1940 wurden die ersten Geschütze ausgeliefert und die Fertigung lief bis 1943 weiter.

## Varianten
Es wurde in viele Fahrzeuge eingebaut, zum Beispiel in die leichten Panzer der Stuart-Reihe. Fast 5.400 Exemplare der Waffe wurden zudem genutzt, um damit den leichten Panzerjäger M6 GMC auszustatten. Das Fahrzeug wurde in geringem Umfang unter anderem während der Kämpfe in Tunesien 1942/43 eingesetzt.

## Einsatz
Das Geschütz wurde in Afrika eingesetzt, erwies sich aber bald als zu schwach.